# NGC 1732
NGC 1732 (również ESO 56-SC17) – gromada otwarta, znajdująca się w gwiazdozbiorze Złotej Ryby. Należy do Wielkiego Obłoku Magellana. Odkrył ją John Herschel 23 listopada 1834 roku.